# Кисель, Юрий Григорьевич
Юрий Григорьевич Кисель (укр. Юрій Григорович Кісєль; род. 28 февраля 1963, Кривой Рог, Днепропетровская область) — украинский предприниматель, политик. Народный депутат Украины IX созыва.

## Биография
Учился в Криворожском горнорудном институте (специальность «Промышленное и гражданское строительство»).
Работал начальником производственных цехов производственного объединения «Кривбасбудиндустрия».
Кисель занимает должность директора ООО «Растро». Он также является совладельцем строительной компании ООО «Биант».

## Политическая деятельность
Кандидат в народные депутаты от партии «Слуга народа» на парламентских выборах 2019 года, № 43 в списке. На время выборов: директор ООО «Растро», беспартийный. Проживает в городе Кривой Рог Днепропетровской области.
Заместитель председателя депутатской фракции партии «Слуга народа». Председатель Комитета Верховной Рады по вопросам транспорта и инфраструктуры.
Заместитель руководителя группы по межпарламентским связям с Королевством Таиланд.
Председатель Днепропетровской областной организации партии «Слуга народа».